# Jón Leifs
Jón Leifs (født 1. maj 1899, død 30. juni 1968) var en islandsk komponist og dirigent.
Jón Leifs var dirigent flere steder i Europa og i Skandinavien. Megen af hans musik har udgangspunkt i den islandske folkemusik, den nordiske mytologi og den islandske natur og sagaer. Hans store symfoni Saga symfoni om den islandske mytologi er nok hans mest kendte værk.
Han boede en overgang i Tyskland, men flyttede tilbage til Island i 1945.

## Værker
- Op. 1 – Þríþætt hljómkvíða (Trilogia piccola) for orkester (1919/1924)
- Op. 1:2 – Torrek, intermezzo for piano (1919)
- Op. 2 – Fjögur lög fyrir pianoforte (”Fire stykker for piano”) (1921)
- Op. 3 – Etuder for soloviolin (1924)
- Op. 4 – Tre sange (1924)
- Op. 5:1 – Orgelpræludium (1924)
- Op. 5:2 – Kyrie for kor (1924)
- Op. 6a – Loftr-Suite for orkester (1925)
- Op. 7 – Orgelkoncert (1930)
- Op. 8 – Variationer over et tema af Beethoven, for orkester (1930)
- Op. 9 – Minni Íslands, ouverture for orkester (1926)
- Op .10 – Ouvertyr till Loftr for orkester (1927)
- Op. 11 – Íslensk rímnadanslög (”Islandske folkedanse”) for orkester (1929/31)
- Op. 12a – Þrjú Íslensk kirkjulög (”Tre islandske hymner”) for stemme og piano/orgel (1929)

1. ”Vertu Guð Faðir”
2. ”Allt eins og blómstrið eina”
3. ”Upp, upp mín sál”

- Op. 13 – Íslandskantata (”Islandskantaten”) for blandet kor og orkester (1929–30)
- Op. 14a – Tvö sönglög (”To sange”) for stemme og piano (1929–30)

1. ”Máninn líður”
2. ”Vögguvísa”

- Op. 14b – Ný rímnadanslög (”Nya islandske danse”) for piano (1931)
- Op. 15a – Íslendingaljoo (”Islandske digte”) for mandskor (1931)
- Op. 15b – Sjavarvisur (”Sange om havet”) for mandskor (1931)
- Op. 16 – Tre orgelpræludier (1931)
- Op. 17a – Íslenskir songdansar (”Islandske danseviser”) for kor og instrument ad lib (ca 1931)
- Op. 18a – Tvö sönglög (”To sange”) for stemme og piano (1931)

1. ”Góða nótt”
2. ”Ríma”

- Op. 18b – Ástarvísur úr Eddu (”Kærlighedsdigte fra Eddaen”) for tenor og piano (1931–32)

1. ”Löng er nótt”
2. ”Í Gymis Görðum”

- Op. 19a – Nocturne for harpe (ca 1934)
- Op. 19b – Tvö Íslensk Þjóðlög (”To islandske folkesange”) for stemme og piano

1. ”Sofðu, unga ástin mín”
2. ”Breiðifjörður”

- Op. 20 – Edda I oratorium for tenor, bas, blandet kor og orkester (1935–40)
- Op. 21 – Stråkkvartett nr 1 Mors et vita (1939)
- Op. 22 – Gudrunarkvida for mezzosopran, tenor, bas g orkester (1940)
- Op. 23 – Þrjú sönglög (”Tre sange”) (1941)

1. ”Þula”
2. ”Draugadans”
3. ”Vorkvæði”

- Op. 24 – Þrír sögusöngvar (”Tre sånger från isländska sagor”) for tenor og piano (1941)

1. ”Þat mælti mín móðir”
2. ”Ástarvísur til Steingerðar”
3. ”Haugskviða Gunnars”

- Op. 25 – Söngvar Söguhljómkviðunnar (”Sange fra Saga-symfonien”) for stemme og piano (1941)

1. ”Brennusöngur Skarphéðins”
2. ”Húskarlahvöt”
3. ”Helsöngur Þormóðar”

- Op. 26 – Sinfónía I (Söguhetjur), (”Saga-symfonien”) for orkester (1941)
- Op. 27 – 3 aettjaroarsongvar (”3 patriotiska sånger”) for mandskor (1927–43)
- Op. 28 – 3 songvar eftir Jónas Hallgrímsson (”3 strofer af Jónas Hallgrímsson”) for kor (1943)
- Op. 29 – Islendingaljoo (”Isländske digte”) for mandskor (1943)
- Op. 30 – Islendingaljoo (”Islandske digte”) for kor (1943)
- Op. 31 – Forníslenskar skáldavísur (”Gamle skjaldestykker fra Island”) (1944)

1. ”Höggvinsmál Þóris jökuls”
2. ”Siglingavísa”
3. ”Hrafnsmál”

- Op. 32 – 3 althyousongvar (”3 folkesange”) for kor (1945)
- Op. 33a – Torrek for stemme og piano (1947)
- Op. 33b – Requiem for kor a cappella (1947)
- Op. 34 – Baldr, koreografisk drama i 2 akter for tenor, fortæller, blandet kor og orkester (1943–47)
- Op. 35 – Erfiljóð, elegier for kor og orkester (1948)
- Op. 36 – Strygekvartet nr 2 Vita et mors (1948–51)
- Op. 37 – Fjallasongvar (”Sange fran fjeldet”) for mezzosopran, baryton, mandskor, pukor, slagtøj og kontrabas (1948)
- Op. 38 – Thorgeroarlog (”Thorgerdurs sange”) for mandskor, fløjte, viola og cello (1948)
- Op. 39 – 2 songvar (”2 sånger”) for mandskor (1948–61)
- Op. 40 – Réminiscence du Nord for strygeorkester (1952)
- Op. 41 – Landsýn – forleikur, ouverture for mandskor og orkester med tekst af Einar Benediktsson (1955)
- Op. 42 – Edda II, oratorium for mezzosopran, tenor, bas, blandet kor og orkester (1951–66)
- Op. 43 – Baptism Invocation for baryton og orgel (1957)
- Op. 44 – Þrjú óhlutræn málverk (”Tre abstrakte målerier”) for orkester (1955)
- Op. 45 – Minningarsöngvar um ævilok Jónasar Hallgrímssonar for mezzosopran/baryton og piano (1958)

1. ”Heimþrá”
2. ”Sólhvörf”
3. ”Hjörtun hefjast”

- Op. 46 – Vorvísa (”Vårvisa”) for blandet kor og orkester til tekst af Jónas Hallgrímsson (1958)
- Op. 47a – Stattu steinhús (”Stå, stenhus”) for tenor og piano (1958)
- Op. 48 – In memoriam Jónas Hallgrímsson for blandet kor og orkester (1961)
- Op. 49 – Strakálag (”Drengens sang”) for piano (1960)
- Op. 50 – Kvintett for fløjte, klarinet, fagot, viola og cello (1960)
- Op. 51 – Geysir, preludium for orkester (1961)
- Op. 52 – Hekla, for blandet kor og orkester med tekst af Jónas Hallgrímsson (1961)
- Op. 53 – In memoriam 30.9.1961, elegi for strygeorkester (1961)
- Op. 54 – Víkingasvar, Intermezzo for blæseensemble, slagtøj, violaer og kontrabasser (1962)
- Op. 55 – Fine I for orkester (1963)
- Op. 56 – Fine II (Kveðja til jarðlífsins) for vibrafon og strygeorkester (1963)
- Op. 57 – Dettifoss, for baryton, blandet kor og orkester med tekst af Einar Benediktsson (1964)
- Op. 58 – Scherzo concreto for piccolafløjte, fløjte, obo, engelsk horn, klarinet, fagot, trombone, tuba, viola og cello (1964)
- Op. 59 – Nótt (”Natt”) for tenor, baryton og lidet orkester til tekst af Jóhann Jónsson (1964)
- Op. 60 – Darraðarljóði for kor og orkester (1964)
- Op. 61 – Helga kviða Hundingsbana for alt, tenor och liten orkester med tekst fra Poetiska Edda (1964)
- Op. 62 – Grógaldr for alt, tenor og orkester, op. 62 (1965)
- Op. 63 – Hafís (”Drivis”) for blandet kor og orkester med tekst af Einar Benediktsson (1965)
- Op. 64 – Strygekvartett nr 3 El Greco (1965)
- Op. 65 – Edda III, oratorium for blandet kor och orkester (1966–68, ufuldendt)
- Op. 66 – Hughreysting (”Trøst”), intermezzo för stråkorkester (1968)